# Les Sapins de Noël 5
Série
Les Sapins de Noël 1914
(2014) Les nouveaux Sapins
(2016)
Pour plus de détails, voir Fiche technique et Distribution.
Les Sapins de Noël 5 (Ёлки 5, Yolki 5), est un film de Noël comique à sketches russe réalisé par Timur Bekmambetov, Vadim Pérelman (ru), Alexandre Kott, sorti en 2016.
Il fait suite au film Les Sapins de Noël 1914 sorti un an plus tôt.

## Fiche technique
- Titre français : Les Sapins de Noël 5
- Titre original : Ёлки 5, Yolki 5
- Réalisation : Timour Bekmambetov, Dmitri Kisseliov (ru), Alexandre Kott, Levan Gabriadze (ru)
- Scénario : Anna Matisson, Olga Kharina
- Photographie :
- Musique :
- Société de production : Bazelevs
- Pays de production :  Russie
- Langue de tournage : russe
- Format : Couleurs - 2,35:1
- Durée : 88 minutes
- Genre : Comédie à sketches

## Distribution
- Ivan Ourgant :

## La série de films
- 2010 : Les Sapins de Noël (Ёлки)
- 2011 : Les Sapins de Noël 2 (Ёлки 2)
- 2013 : Les Sapins de Noël 3 (Ёлки 3)
- 2014 : Les Sapins de Noël 1914 (Ёлки 1914)
- 2016 : Les Sapins de Noël 5 (Ёлки 5)
- 2017 : Les Nouveaux Sapins (ru) (Ёлки новые)
- 2018 : Les Derniers Sapins de Noël (Ёлки последние)
- 2021 : Les Sapins de Noël 8 (Ёлки 8)
- 2022 : Les Sapins de Noël 9 (Ёлки 9)
- 2023 : Les Sapins de Noël 10 (Ёлки 10)
- 2024 : Les Sapins de Noël 11 (Ёлки 11)